# 多治見市立笠原中学校
多治見市立笠原中学校（たじみしりつ　かさはらちゅうがっこう）は、岐阜県多治見市にある公立中学校である。

## 沿革
- 1947年（昭和22年）4月 - 笠原町立笠原中学校として開校。笠原第一小学校の校舎の一部を仮校舎とする。
- 1948年（昭和23年）10月 - 新築移転。
- 1951年（昭和26年）4月1日 - 笠原町が多治見市に編入される。同時に多治見市立笠原中学校に改称する。
- 1952年（昭和27年）
  - 4月1日 - 旧・笠原町のうち、滝呂地区を除く区域が多治見市から分立、笠原村が発足。同時に笠原村立笠原中学校に改称する。
  - 8月1日 - 笠原村が町制施行し、笠原町となる。同時に笠原町立笠原中学校に改称する[注釈 1]。
- 1974年（昭和49年）9月 - 現在地に新築移転。
- 2002年（平成14年） - 笠原小学校との小中一貫教育を開始。
- 2006年（平成18年）1月23日 - 笠原町が多治見市に編入される。同時に多治見市立笠原中学校に改称する。

## 通学区域[1]
- 笠原町

## 進学前小学校
- 笠原小学校

## 義務教育学校の計画
- 笠原中学校と笠原小学校とを統合し、義務教育学校の多治見市立笠原小中学校となる。校舎は現在の笠原小学校の敷地内に新築し、令和8年度の開校を計画している[2]。
- 廃校後は、中京学院大学が中津川キャンパスと瑞浪キャンパスを統合し、笠原中学校跡地に移転する計画である。校舎は笠原中学校の校舎を改修、及び新築し、2027年4月の移転の予定である[3]。